# أكيرا كاميا
أكيرا كاميا (神谷明 كاميا أكيرا) هو ممثل ياباني ولد في 18 سبتمبر 1946 في يوكوهاما.

## أدواره في الأنمي

### مسلسلات أنمي تلفزيونية
- المحقق كونان - توغو موري (الصوت الأول)
- قبضة نجم الشمال - كينشيرو
- دي دي قبضة نجم الشمال - ريوكين
- سيتي هنتر - ريو سايبا
- سيتي هنتر 2 - ريو سايبا
- سيتي هنتر 3 - ريو سايبا
- سيتي هنتر '91 - ريو سايبا
- إنجل هارت - ريو سايبا
- فرقة الفرسان - أتوس
- ماكروس - روي فوكر
- توشو دايموس - كازويا ريوزاكي
- مغامرات سندباد - علي بابا
- سينت سيا - بيرسيوس آلغول، ألفا دوبي سيغفريد
- غيتر روبو - ريوما ناغاري
- قرصان الفضاء كابتن هارلوك - تاداشي دايبا
- المحقق المليونير Balance:UNLIMITED - تشوسكي ناكاموتو
- سيلور مون S - سويتشي توموي
- سيلور مون سيلور ستارز - سويتشي توموي

### أوفا أنمي
- تشينج!! غيتر روبو: نهاية العالم - الراوي

### أفلام أنمي
- سلسلة أفلام المحقق كونان
  - المحقق كونان: العد التنازلي لناطحة السحاب - توغو موري
  - المحقق كونان: الهدف الرابع عشر - توغو موري
  - المحقق كونان: ساحر القرن الأخير - توغو موري
  - المحقق كونان: أسير في عينيها - توغو موري
  - المحقق كونان: عد تنازلي إلى الجنة - توغو موري
  - المحقق كونان: خيال شارع بيكر - توغو موري
  - المحقق كونان: تقاطع طرق في العاصمة القديمة - توغو موري
  - المحقق كونان: ساحر السماء الفضية - توغو موري
  - المحقق كونان: إستراتيجية ما فوق الأعماق - توغو موري
  - المحقق كونان: لحن وداع المتحرين - توغو موري
  - المحقق كونان: علم القراصنة في عرض المحيط - توغو موري
  - المحقق كونان: لحن كامل من الرعب - توغو موري
  - المحقق كونان: المطارد الأسود - توغو موري
- لوبين الثالث ضد المحقق كونان: الفيلم - توغو موري
- دراغون بول Z: منطقة الموت - غارليك الابن
- قبضة نجم الشمال - كينشيرو
- سينت سيا: أسطورة الشباب القرمزي - كارينا أطلس
- زوروري المذهل - زوروري
- سلسلة أفلام سيتي هنتر
  - سيتي هنتر: ماغنوم الحب و المصير - ريو سايبا
  - سيتي هنتر: بي سيتي وورز - ريو سايبا
  - سيتي هنتر: مؤامرة المليون دولار - ريو سايبا
  - سيتي هنتر: شينجوكو برايفت آيز - ريو سايبا
- سلايرز غورجس - لورد كالفرت

## أدواره في ألعاب الفيديو
- كينجدوم هارتس - عجوة
- سلسلة ألعاب سوبر روبوت وورز
  - سوبر روبوت تايسن كومبليت بوكس - ريوما ناغاري

## أدواره في الدبلجة اليابانية
- بيكسلز - إيدي بلانت

## وصلات خارجية
- أكيرا كاميا على موقع IMDb (الإنجليزية)
- أكيرا كاميا على موقع ميوزك برينز (الإنجليزية)
- أكيرا كاميا على موقع أول موفي (الإنجليزية)
- أكيرا كاميا على موقع ديسكوغز (الإنجليزية)
- أكيرا كاميا على موقع قاعدة بيانات الفيلم (الإنجليزية)
- أكيرا كاميا على موقع ANN person (الإنجليزية)